# Championnat de Ligue Professionelle 1 2015-2016
Il Championnat de Ligue Professionelle 1 2015-2016 è stato la novantesima stagione del massimo campionato tunisino, iniziato il 12 settembre 2015 e terminato il 12 giugno 2016. Il campionato è stato vinto dall'Étoile du Sahel.

## Squadre partecipanti
| Squadra            | Città       | Stagione precedente                               |
| ------------------ | ----------- | ------------------------------------------------- |
| Ben Guerdane       | Ben Gardane | 1º posto in Championnat de Ligue Professionelle 2 |
| Bizertin           | Biserta     | 8º posto                                          |
| Club Africain      | Tunisi      | 1º posto                                          |
| Espérance          | Tunisi      | 3º posto                                          |
| Espérance Zarzis   | Tunisi      | 5º posto                                          |
| Étoile du Sahel    | Susa        | 2º posto                                          |
| Gafsa              | Gafsa       | 13º posto                                         |
| Hammam Lif         | Hammam Lif  | 11º posto                                         |
| Kairouan           | al-Qayrawan | 9º posto                                          |
| Kasserine          | Kasserine   | 2º posto in Championnat de Ligue Professionelle 2 |
| Marsa              | La Marsa    | 6º posto                                          |
| Étoile de Métlaoui | Métlaoui    | 12º posto                                         |
| Sidi Bouzid        | Sidi Bouzid | 3º posto in Championnat de Ligue Professionelle 2 |
| Sfaxien            | Sfax        | 4º posto                                          |
| Stade Gabèsien     | Gabès       | 10º posto                                         |
| Stade Tunisien     | Bardo       | 7º posto                                          |

## Classifica finale
|                    | Pos. | Squadra             | Pt | G  | V  | N  | P  | GF | GS | DR  |
| ------------------ | ---- | ------------------- | -- | -- | -- | -- | -- | -- | -- | --- |
| Tunisia (bandiera) | 1.   | Étoile du Sahel     | 77 | 30 | 24 | 5  | 1  | 57 | 17 | +40 |
|                    | 2.   | Espérance           | 72 | 30 | 23 | 3  | 4  | 60 | 21 | +39 |
|                    | 3.   | Sfaxien             | 72 | 30 | 23 | 3  | 4  | 57 | 21 | +36 |
|                    | 4.   | Étoile de Métlaoui  | 49 | 30 | 15 | 4  | 11 | 36 | 26 | +10 |
|                    | 5.   | Bizertin            | 41 | 30 | 11 | 8  | 11 | 21 | 21 | 0   |
|                    | 6.   | Club Africain       | 39 | 30 | 11 | 6  | 13 | 42 | 38 | +4  |
|                    | 7.   | Sidi Bouzid         | 37 | 30 | 11 | 4  | 15 | 25 | 38 | -13 |
|                    | 8.   | Hammam Lif          | 36 | 30 | 10 | 6  | 14 | 27 | 32 | -5  |
|                    | 9.   | Kairouan            | 36 | 30 | 10 | 6  | 14 | 27 | 37 | -10 |
|                    | 10.  | Marsa               | 34 | 30 | 9  | 7  | 14 | 25 | 35 | -10 |
|                    | 11.  | Stade Gabèsien      | 33 | 30 | 8  | 9  | 13 | 28 | 35 | -7  |
|                    | 12.  | Espérance Zarzis    | 33 | 30 | 8  | 9  | 13 | 30 | 39 | -9  |
|                    | 13.  | Ben Guerdane        | 33 | 30 | 8  | 9  | 13 | 21 | 30 | -9  |
|                    | 14.  | Gafsa               | 30 | 30 | 6  | 12 | 12 | 31 | 41 | -10 |
|                    | 15.  | Kasserine           | 23 | 30 | 5  | 8  | 17 | 17 | 49 | -32 |
|                    | 16.  | Stade Tunisien (-3) | 18 | 30 | 4  | 9  | 17 | 17 | 41 | -24 |

Legenda:
      Campione di Tunisia e ammessa alla CAF Champions League 2017.
      Ammessa alla CAF Champions League 2017.
      Ammesse alla Coppa della Confederazione CAF 2017
      Retrocesse in Championnat de Ligue Professionelle 2 2016-2017.